# Kościół św. Katarzyny w Woźnikach
Kościół św. Katarzyny – rzymskokatolicka świątynia parafialna znajdująca się w Woźnikach, przy Rynku.

## Historia

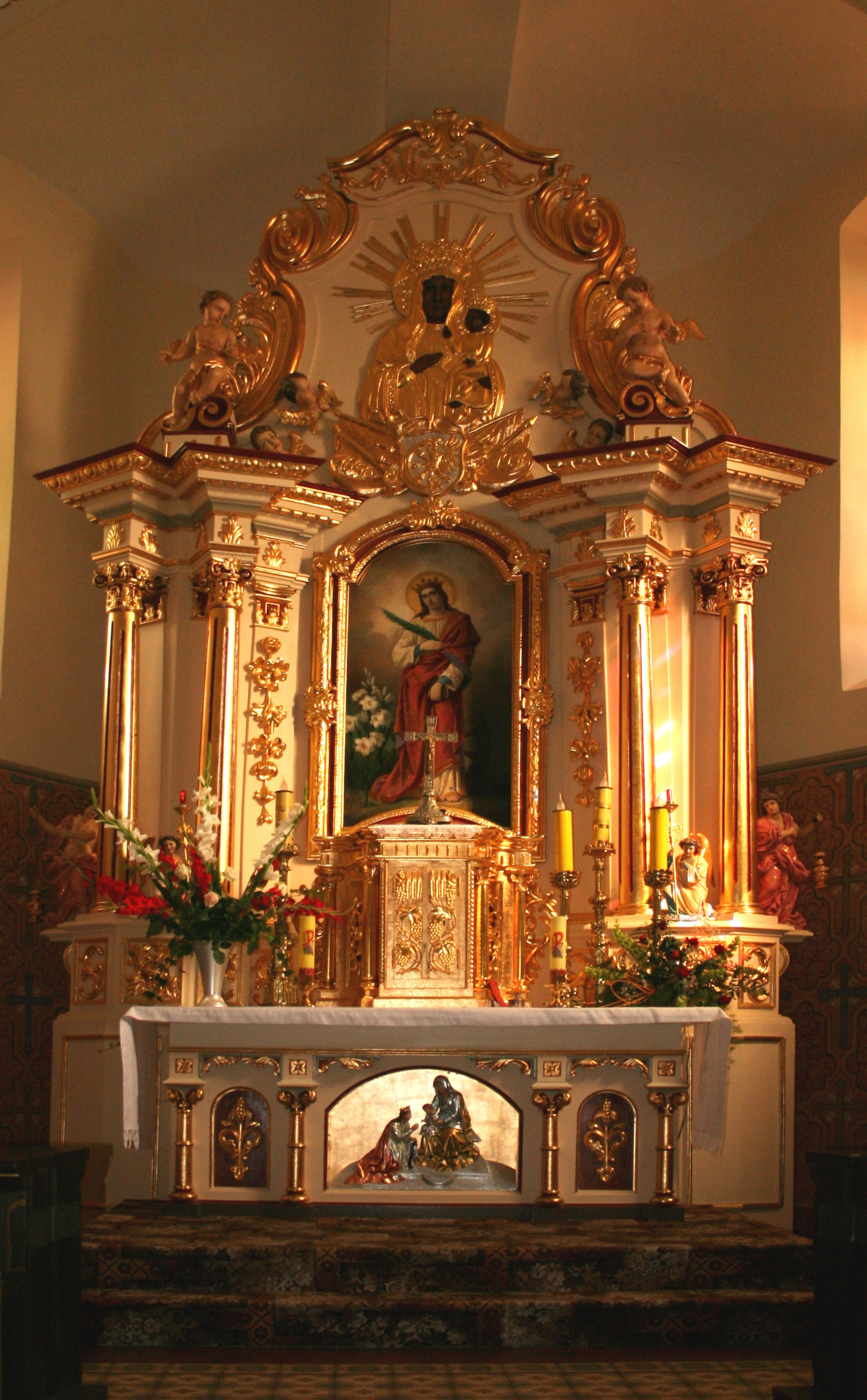
Ołtarz

Nawa główna kościoła została zbudowana w XIV w., w stylu gotyckim. W XVI w. świątynia uległa przebudowie przez luteran. Dobudowali do kościoła boczne kaplice. Jedna z nich miała być kryptą – grobowcem Kamieńców (właścicieli Woźnik). Świątynia została później zmodyfikowana w stylu renesansowym i barokowym. Wieża kościoła była pierwotnie drewniana, w latach 1607–1608 została zastąpiona murowaną. W 1798 r. świątynia uległa spaleniu podczas pożaru miasta. Odbudowano ją do 1829 r.

## Organy
Kościół początkowo był wyposażony w 8-głosowy pozytyw. Obecne organy zostały wybudowane w 1908 r. przez firmę Schlag & Söhne ze Świdnicy
Wewnątrz szafy organowej zachowały się odręczne inskrypcje dotyczące prac remontowych. Z nich wiadomo, że w sierpniu 1992 r. Marian i Aleksander Sobisz z Katowic przeprowadzili naprawę instrumentu, wymianę membran w trakturze, czyszczenie oraz strojenie, a także w okresie od 11 lutego do 30 kwietnia 1998 r. miał miejsce generalny remont, którego wykonawcami byli: Marek Urbańczyk z Siemianowic Śląskich, Tomasz Zadora z Chorzowa i Marek Moćko z Katowic.
Dyspozycja instrumentu:
| Manuał I                    | Manuał II              | Pedał             |
| --------------------------- | ---------------------- | ----------------- |
| 1. Bordun 16'               | 1. Geigen-Principal 8' | 1. Violon 16'     |
| 2. Principal 8'             | 2. Salicet 8'          | 2. Subbass 16'    |
| 3. Gambe 8'                 | 3. Lieblich Gedackt 8' | 3. Violoncello 8' |
| 4. Hohlflöte 8'             | 4. Travers Flöte 4'    |                   |
| 5. Octave 4'                | 5. Gemshorn 4'         |                   |
| 6. Progress. Harmon. 2-3 f. |                        |                   |